# Chris Lofton
Christopher Franklin Lofton (Maysville, Kentucky, 27 de marzo de 1986) es un jugador de baloncesto estadounidense que actualmente juega en el Seoul SK Knights de la Liga de baloncesto de Corea. Con 1.88 metros de altura, juega en la posición de Escolta.

## Trayectoria deportiva

### High school
Nacido en una pequeña población de menos de 9.000 habitantes llamada Maysville, en el Estado norteamericano de Kentucky, lideró a los Royals de Mason County a conseguir el campeonato del Estado en 2003 y a ser subcampeones al año siguiente. 
A pesar de ser elegido Kentucky Mr. Basketball en 2004, no fue reclutado por Louisville o por Kentucky, fue reclutado por la Universidad de Tennessee, donde le entrenó Buzz Peterson, quien fuera compañero de Michael Jordan en North Carolina el año que lograron el título de la NCAA.

### Universidad
En su etapa universitaria ya dejó entrever su calidad y su excelencia en el lanzamiento exterior, logrando en febrero de 2006 el récord de triples de un jugador de Tennessee en un partido, con 9 triples, en la victoria 83-78 contra la Universidad de Georgia. En la siguiente temporada hizo su máxima anotación con los Volunteers, anotando 35 puntos en la victoria en la prórroga por 111-105 contra la Universidad de Texas.
Como freshman fue elegido en el tercer mejor quinteto de rookies de la SEC. En su temporada somophore fue elegido en el mejor quinteto de la SEC por los entrenadores, en el segundo mejor quinteto All-America por Sporting News y en el tercer mejor quinteto All-America por la Asociación Nacional de Entrenadores de Baloncesto.
En la 2006-2007, su temporada junior lideró la SEC en anotación, con 20,8 puntos por partido, llevando a su equipo al Sweet 16 de la NCAA. A final de temporada fue nombrado Jugador del Año de la SEC por la agencia Associated Press y elegido en el mejor quinteto de la SEC por los entrenadores por segunda vez, en el segundo mejor quinteto All America por Associated Press, en el tercer mejor quinteto All-America por la Asociación Nacional de Entrenadores de Baloncesto por segunda vez, en el segundo mejor quinteto All-America por Sporting News también por segunda vez y en el segundo mejor quinteto Consensus All-America. En el verano de 2007 fue al campamento de Kobe Bryant y trató de entrar en el equipo de USA Pan Am.
Cuando todo el mundo pensaba que se declararía elegible para el draft de 2007, Chris Lofton decidió disputar su temporada senior con los Tennessee Volunteers, realizando una grandísima campaña en la que volvió a disputar los octavos de final con los Volunteers, perdiendo 79-60 ante Louisville y en la que superó varios registros estadísticos de lanzamientos de tres puntos. Por un lado se convirtió en el jugador que más triples había anotado en la Universidad de Tennessee con 431, superando al grandísimo lanzador Allan Houston que metió 346, y por otro lado superó también el récord de triples anotados por un jugador en su carrera universitaria de toda la SEC, superando holgadamente a Pat Bradley, que jugó en la Universidad de Arkansas y que metió 367 en toda su estancia universitaria. A final de temporada fue elegido por segunda vez en el segundo mejor quinteto Consensus All-America, en el segundo mejor quinteto All-America por la Asociación Nacional de Entrenadores de Baloncesto, en el tercer mejor quinteto All-American por Associated Press, en el segundo mejor quinteto USBWA All-America, en el mejor quinteto de la SEC por los entrenadores por tercera vez y en el mejor quinteto del torneo Legends Classic.
Fue invitado al campus pre-draft Portsmouth Invitational Tournament, donde en 3 partidos promedió 20 puntos, 4 rebotes, 2,7 asistencias y 1 robo de balón. Está el sexto en la lista de máximos triplistas de la NCAA.
En sus cuatro años con los Volunteers jugó 128 partidos, promediando 16,6 puntos (42% en triples), 3,3 rebotes, 1,7 asistencias y 1,4 robos de balón en 30 min de media.

### Profesional
Durante esa temporada, la 2007-2008, le fue diagnosticado un cáncer de testículo que mantuvo en secreto durante buena parte del año. Después de tratarse con quimioterapia y cirugía logró curarse. No fue seleccionado en el Draft de la NBA de 2008.
Disputó 4 partidos con los Denver Nuggets en la NBA Summer League de 2008, promediando 2,2 puntos en 7 min de media.

#### Mersin BB
En julio de 2008 firmó por el Mersin Büyükşehir Belediyesi S.K. turco, equipo con el que jugó la temporada 2008-2009 y donde vivió su primera experiencia como profesional. Fue el cuarto máximo anotador de la competición, con 20,2 puntos por partido. Esa temporada tuvo dos partidos memorables, el primero contra Fenerbahçe Ülkerspor], al que le metió 47 puntos con un magnífico 13 de 20 en triples, y el segundo contra TED Kolejliler, equipo al que le endosó 61 puntos con un estratósferico 17 de 22 en triples. 
17 triples en un mismo partido. Esa es la histórica marca que logró el escolta norteamericano del Mersin Büyükşehir Belediyesi S.K. de la TBL, Chris Lofton, en el encuentro disputado de la 28º jornada de la TBL entre su equipo y el colista de la competición, el TED Kolejliler. Sólo necesitó 22 lanzamientos por lo que consiguió un espectacular 77,3% en triples en un enfrentamiento que los espectadores y el protagonista tardarán mucho tiempo en olvidar. Para completar su gran partido se fue hasta los 61 puntos con 4 de 6 en tiros de 2, 2 de 2 en tiros libres, 4 asistencias, 6 robos de balón y 3 rebotes. 
En 2009 jugó la NBA Summer League de Orlando con los Boston Celtics, promediando 11,4 puntos y 1,2 rebotes en 5 partidos.

#### España
Tras su gran año en la TBL, en 2009 el Caja Laboral Baskonia uno de los principales equipos de la ACB, ante la baja por lesión de Walter Herrmann, le firmó un contrato por dos meses con opción de prolongarlo hasta final de temporada. Su aportación en el equipo vitoriano fue escasa, por su falta de entendimiento con el entrenador del equipo, Duško Ivanović. En los 2 únicos partidos de liga que disputó con el conjunto vitoriano, promedió 5 puntos, 1 rebote y 1 asistencia.
Tras finalizar su contrato con el equipo vasco, fue fichado el 29 de diciembre de 2009 para el resto de la temporada por el Asefa Estudiantes. Con los colegiales aparte de jugar la ACB, disputó Play-Offs y la Copa del Rey de baloncesto. Dejó muestras de su gran calidad, siendo el MVP de la Jornada 18 de la ACB, en la victoria de su equipo en casa por 88-76 sobre Power Electronics Valencia. Metió 25 puntos (4-6 de 2, 5-8 de 3, 2-4 de TL), cogió 5 rebotes, dio 3 asistencias, robó 2 balones y provocó 4 faltas para 28 de valoración. 
Otros partidos destacados de Lofton fueron contra Gran Canaria 2014, donde metió 23 puntos (6-8 de 2, 2-7 de 3 y 5-5 de TL), cogió 2 rebotes, robó 2 balones y provocó 2 faltas para 18 de valoración. 
Contra Regal F. C. Barcelona, donde metió 20 puntos (4-6 de 2, 4-9 de 3, 0-1 de TL), cogió 3 rebotes, dio 1 asistencias, robó un balón y provocó 1 falta para 11 de valoración.
Contra Real Madrid de Baloncesto, donde metió 19 puntos (3-4 de 2, 3-7 de 3, 4-6 de TL), dio 2 asistencias, robó 2 balones y provocó 5 faltas para 19 de valoración y contra Unicaja Málaga, donde metió 21 puntos (6-7 de 2, 2-8 de 3, 3-6 de TL), cogió 4 rebotes y provocó 5 faltas para 15 de valoración
En la Copa del Rey de baloncesto de 2010 donde los del Ramiro de Maeztu perdieron 75-73 contra Power Electronics Valencia, Lofton metió 11 puntos, cogió 3 rebotes, dio 1 asistencia y robó un balón, mientras que en los Play-Offs de la ACB donde su equipo perdió en cuartos de final 2-0 contra Caja Laboral Baskonia, Lofton promedió 7 puntos, 1 rebote y 1 asistencia.
En los 20 partidos de liga que disputó con el conjunto madrileño, promedió 13 puntos (36% en triples), 2 rebotes, 1 asistencia y un balón robado en 25 min de media.

#### Iowa Energy
A final de temporada abandonó el club colegial y volvió a Estados Unidos. Fue elegido en el n.º 6 del Draft de la D-League de 2010 por los Iowa Energy. En 34 partidos con los Iowa Energy, promedió 15,6 puntos (42% en triples), 3,5 rebotes, 2,2 asistencias y 2,1 robos de balón en 34,6 min de media.

#### Lokomotiv Kuban
Tras sus buenos números en la D-League, firmó en marzo de 2011 con el Lokomotiv Kuban ruso, abandonando el equipo en mayo por mutuo acuerdo.

#### Vuelta al Estudiantes
En agosto de 2011, el Asefa Estudiantes confirmó que había llegado a un acuerdo por un año con el escolta estadounidense Chris Lofton para que reforzara la plantilla colegial, encarando su segunda etapa como colegial, ya que defendió la elástica del Ramiro dos años antes, pero a la semana siguiente el club madrileño informó de que el escolta norteamericano no había superado el reconocimiento porque se le detectó una hernia discal. Los estudiantiles decidieron que el jugador se recuperara en su país y por ello, no se pudo formalizar el contrato pactado. En enero de 2012, tras el tratamiento de recuperación, el Asefa Estudiantes finalmente contrató al escolta estadounidense.
Tuvo sus dos mejores partidos contra CAI Zaragoza, donde metió 20 puntos (3-7 de 2, 4-7 de 3 y 2-2 de TL), cogió 1 rebotes, dio 3 asistencias, robó 3 balones, provocó 3 faltas para 18 de valoración y contra Valencia Basket, donde metió 23 puntos (6-8 de 2, 3 de 7 de 3 y 2-2 de TL), cogió 3 rebotes, dio 2 asistencias, robó 4 balones y provocó 1 falta para 23 de valoración. En los 18 partidos de ACB que jugó, promedió 13 puntos (36% en triples), 2 rebotes, 2 asistencias y 1 balón robado en 29 min de media.

#### Fichaje fallido por el Lagun Aro GBC
El 1 de septiembre de 2012, el Lagun Aro GBC anunció el fichaje de Chris Lofton para la temporada 2012-2013, pero debido a una lesión de espalda, el 12 de septiembre abandonó la disciplina donostiarra. Tras operarse de su lesión, pasó el resto de la temporada 2012-2013 en blanco.

#### Beşiktaş
En la temporada 2013-2014 volvió a la TBL, esta vez a las filas del Beşiktaş, club con el que renovó para la temporada 2014-2015. En sus dos temporadas con el conjunto turco, ha jugado 53 partidos de liga con unos promedios de 14,3 puntos (37% en triples), 2,8 rebotes, 2,2 asistencias y 1,1 robos de balón en 28,6 min de media, mientras que en Eurocup jugó 33 partidos con unos promedios de 16,6 puntos (39% en triples), 2,1 rebotes, 2,5 asistencias y 1 robo de balón en 29,8 min. Fue el séptimo máximo anotador de la TBL en la temporada 2013-2014 y participó en el All-Star Game de la TBL de 2014.

#### Le Mans Sarthe Basket
Después de estas dos grandes temporadas en Turquía, en octubre de 2015 firmó por el Le Mans Sarthe Basket francés hasta final de temporada, sustituyendo a Jason Westrol.